# Daltonowie (serial animowany)
Daltonowie (fr. Les Dalton, 2009-2013) – francuski serial animowany stworzony przez Oliviera Jean-Marie. Wyprodukowany przez francuskie studio Xilam.
Światowa premiera serialu miała miejsce w 2009 roku na antenie France 3. W Polsce premiera serialu odbyła się 1 grudnia 2012 roku na kanale teleTOON+. Od 17 lutego 2014 roku serial był emitowany w TV Puls. Od 10 marca 2014 roku serial jest emitowany w Puls 2.

## Opis fabuły
Serial opowiadający o zabawnych przygodach rabusiów, odwiecznych wrogów dzielnego szeryfa Lucky Luke’a, którzy próbują wydostać się z więzienia. Uciekają się do najróżniejszych, czasami zupełnie zwariowanych metod.

## Wersja polska
Wersja polska: na zlecenie teleTOON+ – Studio Publishing

Udział wzięli:
- Grzegorz Falkowski – Joe Dalton
- Tomasz Błasiak –
  - William Dalton,
  - Rintinkan
- Wojciech Socha –
  - Jack Dalton,
  - szaman
- Modest Ruciński – Averell Dalton
- Hanna Kinder-Kiss – Betty
- Janusz Wituch – dyrektor więzienia
- Cezary Kwieciński
- Beata Jankowska-Tzimas

i inni
Lektor: Maciej Gudowski

## Spis odcinków
| №              | Tytuł polski                | Tytuł francuski                             |
| -------------- | --------------------------- | ------------------------------------------- |
| SERIA PIERWSZA |                             |                                             |
| 01             | Daltonowie się pienią       | Ça Bulle Pour Les Dalton                    |
| 02             | Zakręceni                   | Les Dalton Twistés                          |
| 03             | Duszo, jesteś tu?           | Esprit, Es-Tulà?                            |
| 04             | Kurtyna wodna               | Le Rideau D’eau                             |
| 05             | Piesek Daltonów             | Le Toutou des Dalton                        |
| 06             | Kwestia smaku               | Une Affaire de Goût                         |
| 07             | Zakładnicy                  | Crise D’otages                              |
| 08             | Ostatnia wola               | Dernieres Volontés                          |
| 09             | Diamenty                    | Touche Pas á Mes Diams                      |
| 10             | Daltonowie sięgają szczytów | Les Dalton Atteignent Des Sommets           |
| 11             | Ukochana dyrektora          | La Fiancée du Directeur                     |
| 12             | Kapuś                       | Le Mouchard                                 |
| 13             | Światło w tunelu            | Galeres en Galeries                         |
| 14             | Magik                       | Le Magicien                                 |
| 15             | Totem                       | Dalton en Totem                             |
| 16             | Pora spać                   | Zzzzzzzzzzzzz…                              |
| 17             | Mamusia                     | Mamma Mia!                                  |
| 18             | Miłość jest piękna          | Joli Coeur                                  |
| 19             | Daltonowie w młynie         | Les Dalton En Hêlée                         |
| 20             | Zimowe wakacje              | Les Dalton À La Neige                       |
| 21             | Tunel na tunelu             | Le Trou de Trop                             |
| 22             | Proszę posprzątać           | Les Dalton Font Du Propre                   |
| 23             | Wybuchowy Joe               | La Poudre D’escampette                      |
| 24             | Uwięzieni na zewnątrz       | Enfermés Dehors                             |
| 25             | Nareszcie wolny!            | Enfin Libre!                                |
| 26             | Fakir                       | Le Fakir                                    |
| 27             | Daltonowie leją wodę        | Les Dalton a L’eau                          |
| 28             | Pustynia zabójczej śmierci  | Le Désert de la Mort Qui Tue                |
| 29             | Daltonowie się rozrywają    | Et Que Ça Saute!                            |
| 30             | Zniknięcie Daltonów         | Les Dalton Diaparaissent                    |
| 31             | Daltonowie na planie        | Les Dalton Font Leur Cinéma                 |
| 32             | Depresja Daltona            | L’évasion Pour Les Nuls                     |
| 33             | Zakład                      | Le Pari                                     |
| 34             | Para buch                   | Gonflés                                     |
| 35             | Przesyłka                   | Les Dalton Timbrés                          |
| 36             | Ropa                        | Les Dalton Carburent                        |
| 37             | Będzie zadyma               | Ça Va Fumer                                 |
| 38             | W pętli czasu               | Les Dalton Remettent Les Pendules À L’heure |
| 39             | Cwany bizon                 | Bisons Futés                                |
| 40             | Wirus wolności              | Le Mal Du Pénitencier                       |
| 41             | Peleton                     | Les Dalton En Roue Libre                    |
| 42             | Kość niezgody               | Les Dalton Tombent Sur Un Os                |
| 43             | Dyrektor Joe                | Joe Le Dirlo                                |
| 44             | Rajski ogród                | Les Dalton Dans La Jungle                   |
| 45             | Daltonom odbija             | Ils Sont Fous Ces Dalton                    |
| 46             | Gwiazdka                    | Un Noël Pour Les Dalton                     |
| 47             | Daltonowie niańczą          | Les Dalton Pouponnent                       |
| 48             | Fan Daltonów                | Fan Des Dalton                              |
| 49             | Kod Daltonów                | Le Code Dalton                              |
| 50             | Słabe ogniwo                | Le Maillon Faible                           |
| 51             | Joe udaje strusia           | Joe Fait L’autruche                         |
| 52             | Wzloty i upadki             | Les Dalton Prennent L’air                   |
| 53             | Daltonowie do śmieci        | Les Dalton À La Doubelle!                   |
| 54             | Magnetyczny Joe             | Magnetic Joe                                |
| 55             | Krasula i Joe               | La Vache Et Les Prisonniers                 |
| 56             | Averellu, śpisz?            | Averell, Tu Dors?                           |
| 57             | Brać młynarska              | Les Dalton Dans La Farine                   |
| 58             | Stacja: więzienie           | 2 Minutes D’Arret                           |
| 59             | Więźniarka                  | La Prisonniere                              |
| 60             | Rodeo                       | Rodeo Pour Les Dalton                       |
| 61             | Pali się, pali się          | Les Dalton Se Mettent Au Courant            |
| 62             | Podły i głupi               | Bête Et Mechant                             |
| 63             | Daltonland                  | Daltonland                                  |
| 64             | Jasnowidz                   | Le Devin                                    |
| 65             | Mocna przyjaźń              | Une Solide Amitie                           |
| 66             | 18 dołków                   | 18 Trous Pour 4 Dalton                      |
| 67             | Tajne przejście             | Le Passage Secret                           |
| 68             | Piękny jak Dalton           | Les Dalton se Refont une Beauté             |
| 69             | Zawzięty szaman             | Le Serment Des Dalton                       |
| 70             | Reinkarnacja                | La Réincarnation                            |
| 71             | Telegraf                    | Joe Le Funambule                            |
| 72             | Iluzja                      | Trompe l’œil                                |
| 73             | Skąd się biorą dzieci       | Le Vol de Trop                              |
| 74             | Syn dżungli                 | Le Fils de la Jungle                        |
| 75             | Świątynia                   | Les Dalton Font Le Mur                      |
| 76             | Ufo                         | Un Ovni Pour Les Dalton                     |
| 77             | Królowie ringu              | Les Rois du Ring                            |
| 78             | Kurcze blade                | Le Coup Du Poulet                           |